# 변호사 시험
변호사 시험이란 변호사 자격을 얻기 위한 시험을 말하며 주로 국가에서 법조인 선발을 위해 실시하며 법학이론과 실무지식 그리고 법조윤리 과목등을 평가한다.

## 대한민국
사법시험의 후신으로서, 조선변호사시험-고등고시 사법과-사법시험-변호사시험으로 이어지고 있다.
법학전문대학원의 설립 이후에도 사법시험이 몇년간 유예기간을 두고 존속하였으나, 2017년을 마지막으로 완전히 폐지된 후, 변호사 자격의 배출 통로가 변호사시험으로 일원화되었다.

### 난이도
변호사시험에서는 기존 사법시험에서와 같이 많은 수의 수험생을 탈락시키는데 초점을 맞춘 암기 위주의 문제를 가급적 배제하고, 최소한의 실무능력을 검증할 수 있는 실용적인 문제를 위주로 출제하는 것이 주 목표가 되었다. 기존 사법시험에는 없던 '기록형 시험'도 추가되었다. 그럼에도 불구하고 제1회 변호사시험을 1년 앞두고 실시된 변호사시험 모의시험은 난이도가 어려웠다는 평가를 받았다.

### 제1회 변호사시험
2012년 1월 3일부터 7일까지 중간휴일로 5일을 건너뛰고 7일까지 4일간 치러졌다. 3일은 공법, 4일에는 형사법, 6일에는 민사법, 7일에는 민사법과 전문분야에 관한 선택법 시험을 실시하였다.

##### 통계
로스쿨 졸업 예정자 2000여명 가운데 응시원서를 낸 인원은 1698명이고 30여명은 원서를 내고서도 시험을 보지 않았다.1665명 중 1451명이 합격 87%의 합격률을 보였다.

### 제2회 변호사시험
2013년 1월 4일부터 8일까지 중간휴일로 6일을 건너뛰고 4일간 치러졌다. 총 2046명이 응시하여 그 중 1538명이 합격하여 당초 법무부가 예정한 수준에 근접하는 합격률(75.17%)을 보였다.

##### 출제문제
- 공법: 사례형 제1문은 폐기물처리사업 계획변경승인거부처분 취소소송과 관련한 사례에서 취소소송의 적법성, 권리구제 수단, 재거부처분의 적법성 등을 묻는 문제였다. 사례형 제2문은 공무원연급법이 갑작스레 개정된 상황에서 납부율 인상, 퇴직연금 인하 등 실질적인 불이익을 입는다며 행정소송을 제기한 사실관계다. 또 공무원 재직 중 임용당시 공무원 결격사유가 있었던 것이 밝혀진 사례가 주어졌다. 이에 대한 행정소송의 적법성, 헌법소원 적법성 및 기본권 침해성, 공무원 임용행위의 당연무효성 등을 묻는 문제였다. 기록형은 미용사 면허를 가졌지만 공중위생법령에 의해 점빼기와 귓볼뚫기가 금지에 된 것에 대한 헌법소원 청구와 법령위반으로 인한 영업정치처분에 대한 취소소송을 의뢰하는 내용에 대한 변호사의 소장작성을 묻는 문제였다.
- 형사법: 사례형 제1문은 甲, 乙, 丙이 절도를 공모했고 절도한 수표를 분배한 사실관계와 이중 한명과 친척관계인 사법경찰관 丁의 불구속 건의한 사실관계를 중심으로 범인도피, 직무유기, 공소장변경, 증언거부권 등 절차적 법리를 묻는 문제였다. 이에 대한 각각의 죄책 증인신문 가부, 증언거부 가부, 공소장 변경 불비의 적법성 등을 물었다. 사례형 제2문은 3인이 공모한 취객상대의 절취행위와 이를 검거한 사법경찰관의 함정수사(?), 더 나아가 수사과정에서 인지된 피고인들의 부당한 부동산 매수 개입사건 등 복잡한 사실관계가 제시되었고 이에 대한 각각의 형사책임, 증거능력, 특정경제가중(횡령)법, 공소장변경, 함정수사성 등에 대한 적법 여부를 물었다. 기록형은 토지매매 의뢰를 받은 甲이 부동산중개인 乙과 공모한 후 실거래 3억짜리를 5억으로 부풀려 매수해 차액을 챙긴 사실관계와 이들의 별건의 차량사고 뺑소니, 음식 값 지금 면피 도주와 이 과정에서의 폭행 등이 발생한 사건에 대해 이들의 변호인으로서 사문서위조, 위조사문서행사, 특가법(도주차량), 도로교통법위반, 특정경제가중법, 공갈죄 등에 대한 변론요지서 작성 문제였다.

### 필수과목

##### 민사법
선택형과 사례형, 기록형으로 나누어 시험이 실시된다.
1. 선택형: 최소한의 기초지식을 숙지하고 있는지 여부만을 측정할 방침이며,
2. 사례형: 사법시험과 마찬가지로 논점추출형과 쟁점제시형, 주장제기형 등이 출제된다.
3. 기록형: (1) 자료를 기초로 소장을 작성하는 방식과 (2) 소제기 후 소장과 답변서의 왕래로 진행된 기록을 검토하여 최종 준비서면을 작성하는 방식의 두 가지로 나뉘게 된다.

과목별 출제비율
| 구분              | 문제수 |
| ----------------- | ------ |
| 민법              | 35     |
| 상법              | 15     |
| 민법과 민사소송법 | 8      |
| 상법과 민사소송법 | 8      |
| 민법과 상법       | 4      |

##### 공법
1. 선택형: 간단한 사례를 제시한 후 사례에 법리를 적용해 해결하거나 사례와 관련된 법률지식을 묻는 문제를 60% 이상 출제할 전망이다.
2. 기록형: 헌법소송관련 문제와 행정소송관련 문제를 통합하여 번갈아가며 출제할 방침이며, 수험생들이 예측할 수 없게 2년 연속 같은 과목의 문제도 나올 수 있도록 했다.
3. 사례형: 논술시험은 2~3문제를 헌법과 행정법에서 균등하게 출제하는 것으로 가닥을 잡았다.

과목별 출제비율
| 구분        | 문제수 |
| ----------- | ------ |
| 헌법총강    | 4      |
| 기본권      | 8      |
| 통치구조    | 6      |
| 헌법소송    | 2      |
| 행정법 서론 | 2      |
| 행정작용    | 10     |
| 강제집행    | 1      |
| 손해전보    | 2      |
| 행정소송    | 3      |
| 행정법 각론 | 2      |

##### 형사법
단순한 판례의 결론만을 묻는 문제는 지양하기로 했다.
1. 선택형: 변호사에게 필요한 법률지식을 골고루 물어 실무능력을 검정하고, 난이도는 적정한 난이도를 유지하기로 했다. 시험시간은 70분에 40문항을 출제하고 정답은 1개만을 고르는 문제를 출제하도록 한다.
2. 사례형: 설명의 방식으로 사례를 제시하고 수험생들이 논술식으로 문제에 대하여 답을 하도록 하는 형태가 출제된다.
3. 기록형: 복잡한 사실관계에서 필요한 사실관계를 추출하여 요약하고, 법률적 쟁점을 찾아내어 정리하고 주장할 수 있는 능력을 평가할 수 있도록 출제하는 것으로 의견을 모았다.

##### 출제부속법령
도로교통법, 교통사고처리 특례법, 부정수표 단속법, 성폭력범죄의 처벌 등에 관한 특례법, 소년법, 여신전문금융업법, 특정경제범죄 가중처벌 등에 관한 법률, 특정범죄 가중처벌 등에 관한 법률, 폭력행위 등 처벌에 관한 법률, 부동산등기 특별조치법, 변호사법, 정보통신망 이용촉진 및 정보보호 등에 관한 법률, 통신비밀보호법, 아동?청소년의 성보호에 관한 법률, 법원조직법, 검찰청법, 경찰관직무집행법, 즉결심판에 관한 절차법, 국민의 형사재판 참여에 관한 법률, 소송촉진 등에 관한 특례법

##### 법조윤리
법조윤리는 변호사에게 필수적으로 요구되는 직업윤리를 분명하게 인식하고 있는지를 평가하게 된다. 문제유형은 지식측정형과 사례판단형 문제를 적정한 비율로 출제하며, Pass/Fail 형식으로 운영된다. 문항 수는 총 40문항으로 하고 시험시간은 80분으로 정했다. 특히 문제의 명확성 강화 및 난이도 조절을 위해 4지선다로 통일하며, 조합형·묶음형 문제 출제는 지양하기로 결론을 내렸다.

### 선택과목
국제법·국제거래법·노동법·조세법·지적재산권법·경제법·환경법 중 하나를 논술형으로 치르게 된다.

##### 국제법
국제경제법을 포함하며 2009년 10월 17일 설립된 대한국제법학회의 ‘국제법과목 출제범위 검토위원회’ (이하 “검토위원회" )은 2010년 2월 20일 상임이 사회에서의 토의를 거쳐 변호사시험법 국제법 과목의 출제범위를 다음과 같이 정하기로 의결하였다.
변호사시험법 국제법 과목 출제범위
1. 국제법의 연원 (lCJ 제38조 제1항)
2. 국제법과 국내법의 관계
3. 국가의 기본적 권리와 의무 (UN헌장 제1조， 제2조 및 제51조)
4. 국가관할권 (결정원칙, 범죄인인도, 내수 및 영해)
5. 국가책임 및 외교적 보호
6. 조약법에 관한 비엔나 협약 (제1조~제53조)
7. (국제경제법) WTO 설립협정 제2부속서 (DSU)
8. (국제경제법) GATT 주요원칙과 예외 (제1조~제3조, 제11조 및 제20조)

- ‘국가책임’은 ‘2001년 ILC 국가책임 초안’의 내용에 한정하며 국제경제법의 출제비율은 매년 25% 이내로 한다.

##### 국제거래법
「국제사법」과 「국제물품매매계약에 관한 유엔협약」

##### 노동법
사회보장법 중 「산업재해보상보험법」을 포함한다.

##### 조세법
「국세기본법」, 「소득세법」, 「법인세법」 및 「부가가치세법」으로 한다.

##### 지적재산권법
「특허법」, 「실용신안법」, 「디자인보호법」, 「상표법」 및 「저작권법」으로 한다.

##### 경제법
「소비자기본법」, 「전자상거래 등에서의 소비자 보호에 관한 법률」, 「독점규제 및 공정거래에 관한 법률」, 「약관의 규제에 관한 법률」, 「할부거래에 관한 법률」 및 「방문판매 등에 관한 법률」로 한다.

##### 환경법
「환경정책기본법」, 「환경영향평가법」, 「대기환경보전법」, 「수질 및 수생태계 보전에 관한 법률」, 「폐기물 관리법」, 「토양환경보전법」, 「자연환경보전법」, 「소음ㆍ진동규제법」 및 「환경분쟁조정법」으로 한다.

### 문제유형

##### 대문제
- 배점 50점(답안지 100～120행 분량)
- 해당과목에 대한 전반적인 이해와 복합적 사례에 대한 해결능력을 검증하기 위한 종합적인 문제
- 사례형과 논술형이 있음

##### 소문제
- 배점 20～30점(답안지 50～60행 분량)
- 주요 제도․논점에 대한 체계적이고 정확한 이해를 검증하기위한 문제
- 사례형과 약술형이 있음

##### 근거제시형
- 배점 10～15점(답안지 10～20행 분량)
- 사례 또는 특정 논점에 대하여 결론과 함께 그 근거를 10～20행 정도로 간략히 기재하는 문제유형
- 특정 주제에 관하여 다수의 핵심쟁점에 대한 이해를 검증하기 위한 일련의 문제도 출제 가능

### 변호사시험 합격률
| 권역     | 시·도          | 인가 대학        | 입학정원 | 제1회 합격자 수 | 제2회 합격자 수 |
| -------- | -------------- | ---------------- | -------- | --------------- | --------------- |
| 수도권역 | 서울특별시     | 건국대학교       | 40명     | 31              | 28              |
| 수도권역 | 서울특별시     | 경희대학교       | 60명     | 50              | 51              |
| 수도권역 | 서울특별시     | 고려대학교       | 120명    | 98              | 100             |
| 수도권역 | 서울특별시     | 서강대학교       | 40명     | 30              | 34              |
| 수도권역 | 서울특별시     | 서울대학교       | 150명    | 116             | 18(불합격)      |
| 수도권역 | 서울특별시     | 서울시립대학교   | 50명     | 37              | 45              |
| 수도권역 | 서울특별시     | 성균관대학교     | 120명    | 97              | 100             |
| 수도권역 | 서울특별시     | 연세대학교       | 120명    | 92              | 101             |
| 수도권역 | 서울특별시     | 이화여자대학교   | 100      | 81              | 80              |
| 수도권역 | 서울특별시     | 중앙대학교       | 50명     | 35              | 39              |
| 수도권역 | 서울특별시     | 한국외국어대학교 | 50명     | 41              | 12(불합격)      |
| 수도권역 | 서울특별시     | 한양대학교       | 100명    | 78              |                 |
| 수도권역 | 인천광역시     | 인하대학교       | 50명     | 35              | 46              |
| 수도권역 | 경기도         | 아주대학교       | 50명     | 41              | 39              |
| 강원권역 | 강원도         | 강원대학교       | 40명     | 26              | 28              |
| 경남권역 | 부산광역시     | 동아대학교       | 80명     | 53              | 39              |
| 경남권역 | 부산광역시     | 부산대학교       | 120명    | 87              | 88              |
| 경북권역 | 대구광역시     | 경북대학교       | 120명    | 79              | 77              |
| 경북권역 | 경상북도       | 영남대학교       | 70명     | 47              | 48              |
| 전남권역 | 광주광역시     | 전남대학교       | 120명    | 86              | 82              |
| 전북권역 | 전라북도       | 원광대학교       | 60명     | 38              | 40              |
| 전북권역 | 전라북도       | 전북대학교       | 80명     | 57              | 62              |
| 충남권역 | 대전광역시     | 충남대학교       | 100명    | 65              | 80              |
| 충북권역 | 충청북도       | 충북대학교       | 70명     | 38              | 51              |
| 제주권역 | 제주특별자치도 | 제주대학교       | 40명     | 30              | 26              |
| 9개 권역 | 13개 광역단체  | 25개 대학        | 2,000명  | 1,453명         | 1,538명         |

응시자대비 합격자률은 제1회 시험은 87.15%(1665명 응시, 1451명 합격)였고, 제2회 시험은 75.17% (2046명 응시, 1538명 합격)였다. 참고로, 미국의 사법시험 합격률은 주마다 다르지만 50~80% 정도로 알려져있다.

### 출제주제

##### 공법
| 시험            | 행정법 | 헌법 |
| --------------- | --- | --- |
| 10년 법무부 1회 | 조건과 부담의 구별 부담의 독립쟁송가능성 독립취소가능성 부관의 허용성 및 한계 | 권리구제형 헌법소원(법령헌법소원) 직업의 자유, 재산권, 공무담임권(피선거권) 평등원칙, 이중처벌금지원칙, 과잉금지원칙, 소급입법금지, 신뢰보호원칙              |
| 11년 법무부 2회 | 자기완결적 신고와 수리를 요하는 신고 기속력의 시적 범위 무효확인소송의 보충성 절차상 하자의 위법성 및 위법성의 정도 근거법령의 위헌결정과 처분의 무효여부 국가배상법 제2조 책임의 성립요건                                  | 위헌법률심판청구 종교의 자유, 직업선택의 자유, 표현의 자유(검열금지원칙) 위헌결정의 기속력, 위헌법률에 근거한 처분의 집행력, 과잉금지원칙                     |
| 11년 법전협 1회 | 처분의 사전통지 및 의견제출 기회부여 공정력 기판력과 국가배상 항고소송의 위법성과 국가배상의 위법성 법관의 재판에 대한 국가배상 거부처분취소소송 기속행위와 재량행위 처분의 절차상 하자                                     | 법령헌법소원, 위헌심사형 헌법소원, 위헌법률심판청구 정치적 표현의 자유, 재산권 과잉금지원칙, 포괄위임금지원칙, 명확성의 원칙                                  |
| 12년 변호사시험 | 제3자의 원고적격 무명항고소송(예방적 부작위소송) 부관의 허용성 및 한계, 부관의 종류 독립취소가부 취소소송 절차상 하자(청문의 결여) 제재적 처분기준 위반                                                                     | 위헌심사형 헌법소원, 법령헌법소원 정치적 표현의 자유(검열금지원칙) 포괄위임금지원칙, 과잉금지원칙, 평등원칙                                                   |
| 12년 법전협 2회 | 절차상 하자의 위법성 및 그 정도 사정판결 허가와 특허 기속행위와 재량행위 거부처분 취소판결의 기속력의 범위 제3자의 원고적격 소송참가 강학상 인가 기본행위와 인가의 관계 취소소송 정보공개법상 비공개대상정보                | 법령헌법소원, 위헌심사형 헌법소원 알 권리, 평등권, 정보공개청구권 과잉금지원칙, 명확성원칙, 평등원칙, 과잉금지원칙                                            |
| 12년 법전협 3회 | 산업입지 지정승인고시에 대한 행정소송 토지보상법상 이의신청 행정소송 부작위에 대한 행정소송 취소소송 불확정개념과 판단여지(재량)                                                                                            | 권리구제형 헌법소원 종교의 자유, 평등권 기본권 경합, 과잉금지원칙, 공용수용의 주체, 법률유보원칙, 과잉금지원칙, 평등원칙(자기구속)                            |
| 13년 변호사시험 | 행정계획변경승인거부처분의 처분성 거부처분에 대한 가구제수단 거부처분에 대한 사전통지 기속력의 시적 범위 거부처분취소판결의 간접강제 거부처분의 처분성 소의 변경 사실상 공무원이론 비례원칙 위헌법령에 근거한 처분의 위법성 | 위헌심사형 헌법소원, 권리구제형 헌법소원 재산권, 직업의 자유 과잉금지원칙, 평등원칙, 소급입법과 신뢰보호, 과잉금지원칙, 평등원칙                              |
| 13년 법전협 1회 | 취소소송 무효확인소송 집행정지 | 권리구제형 헌법소원 근로의 권리, 직업의 자유, 재산권, 영장주의 과잉금지원칙, 포괄위임입법금지, 평등원칙, 적법절차원칙                                         |
| 13년 법전협 2회 | 취소소송의 대상적격 및 피고적격 정보공개법상 비공개대상정보 집행벌(이행강제금) 시정명령 계고 행정재산 행정행위의 철회 대집행 계고 대집행                                                                                    | 위헌심사형 헌법소원 위헌법률심판청구 직업의 자유, 근로의 권리, 평등권, 재산권 과잉금지원칙, 이중처벌금지원칙, 합헌적법률해석, 신뢰보호원칙, 위헌결정의 기속력 |
| 13년 법전협 3회 | 42 | 43 |

| 시험            | | |
| 10년 법무부 1회 | 조건과 부담의 구별 부담의 독립쟁송가능성 독립취소가능성 부관의 허용성 및 한계 | 권리구제형 헌법소원(법령헌법소원) 직업의 자유, 재산권, 공무담임권(피선거권) 평등원칙, 이중처벌금지원칙, 과잉금지원칙, 소급입법금지, 신뢰보호원칙                                      |
| 11년 법무부 2회 | 자기완결적 신고와 수리를 요하는 신고 기속력의 시적 범위 무효확인소송의 보충성 절차상 하자의 위법성 및 위법성의 정도 근거법령의 위헌결정과 처분의 무효여부 국가배상법 제2조 책임의 성립요건                                                    | 위헌법률심판청구 종교의 자유, 직업선택의 자유, 표현의 자유(검열금지원칙) 위헌결정의 기속력, 위헌법률에 근거한 처분의 집행력, 과잉금지원칙                                             |
| 11년 법전협 1회 | 공범과 신분, 야간주거침입절도죄의 실행의 착수, 준강도, 결과적 가중범의 미수, 중지미수, 날치기, 합동범에서 합동, 공문서부정행사죄, 부진정결과적 가중범의 죄수, 합동범의 공동정범                                                               | 비밀녹음 한 테이프의 증거능력, 공범인 공동피고인의 법정진술의 증거능력, 공범자의 자백에 대한 보강증거 필요여부, 체포현장에서 압수수색, 공소장변경, 추가기소                           |
| 12년 변호사시험 | 부진정결과적 가중범의 기수, 신용카드 범죄, 승계적 공동정범, 보험사기, 통신비밀보호법위반죄 | 일부상소, 체포현장에서 압수, 수색, 진술서로서의 비망록의 증거능력, 녹음테이프와 핸드폰 메시지를 촬영한 사진의 증거능력, 진술거부권의 불고지, 자백배제법칙                             |
| 12년 법전협 2회 | 특수강도죄, 강도살인죄, 객관적 귀속, 공동정범, 교사의 착오, 부작위에 의한 존속살해죄, 인장에 대한 절도죄, 사문서위조죄, 위조사문서행사죄, 특수절도죄, 준강도죄, 주거침입죄, 특수공무집행방해치상죄, 업무상 배임죄, 공모관계 이탈, 공범과 신분 | 현장사진 증거능력, 업무일지 증거능력, 공범의 공동피고인의 증인적격, 변호인 참여배제행위, 불복방법-준항고, 피신조서의 증거능력, 긴급체포, 압수수색(소유소지물, 긴급체포), 자백보강법칙 |
| 12년 법전협 3회 | | |
| 13년 변호사시험 | 행정계획변경승인거부처분의 처분성 거부처분에 대한 가구제수단 거부처분에 대한 사전통지 기속력의 시적 범위 거부처분취소판결의 간접강제 거부처분의 처분성 소의 변경 사실상 공무원이론 비례원칙 위헌법령에 근거한 처분의 위법성                   | 위헌심사형 헌법소원, 권리구제형 헌법소원 재산권, 직업의 자유 과잉금지원칙, 평등원칙, 소급입법과 신뢰보호, 과잉금지원칙, 평등원칙                                                      |
| 13년 법전협 1회 | 취소소송 무효확인소송 집행정지 | 권리구제형 헌법소원 근로의 권리, 직업의 자유, 재산권, 영장주의 과잉금지원칙, 포괄위임입법금지, 평등원칙, 적법절차원칙                                                                 |
| 13년 법전협 2회 | 사기죄, 특수상해죄, 살인죄, 강도살인죄, 미수범, 특수절도죄, 준강도예비죄, 업무상 배임죄, 업무상 횡령죄, 폭행치상죄, 특정범죄가중처벌등에관한법률위반(절도), 상습성, 도로교통법, 죄형법정주의, 반의사불벌죄, 아청법                            | 강제채혈, 압수수색(체포현장, 범죄장소, 소유소지물, 임의제출물), 진술서의 증거능력, 긴급체포, 자백보강의 법칙,                                                                         |
| 13년 법전협 3회 | 42 | 43 |

##### 회사법
| 시험            | 회사법 | |
| --------------- | --- | --- |
| 10년 법무부 1회 | 조건과 부담의 구별 부담의 독립쟁송가능성 독립취소가능성 부관의 허용성 및 한계 | 권리구제형 헌법소원(법령헌법소원) 직업의 자유, 재산권, 공무담임권(피선거권) 평등원칙, 이중처벌금지원칙, 과잉금지원칙, 소급입법금지, 신뢰보호원칙 |
| 11년 법무부 2회 | 자기완결적 신고와 수리를 요하는 신고 기속력의 시적 범위 무효확인소송의 보충성 절차상 하자의 위법성 및 위법성의 정도 근거법령의 위헌결정과 처분의 무효여부 국가배상법 제2조 책임의 성립요건                   | 위헌법률심판청구 종교의 자유, 직업선택의 자유, 표현의 자유(검열금지원칙) 위헌결정의 기속력, 위헌법률에 근거한 처분의 집행력, 과잉금지원칙        |
| 11년 법전협 1회 | 처분의 사전통지 및 의견제출 기회부여 공정력 기판력과 국가배상 항고소송의 위법성과 국가배상의 위법성 법관의 재판에 대한 국가배상 거부처분취소소송 기속행위와 재량행위 처분의 절차상 하자                      | 법령헌법소원, 위헌심사형 헌법소원, 위헌법률심판청구 정치적 표현의 자유, 재산권 과잉금지원칙, 포괄위임금지원칙, 명확성의 원칙                     |
| 12년 변호사시험 | 제3자의 원고적격 무명항고소송(예방적 부작위소송) 부관의 허용성 및 한계, 부관의 종류 독립취소가부 취소소송 절차상 하자(청문의 결여) 제재적 처분기준 위반                                                      | 위헌심사형 헌법소원, 법령헌법소원 정치적 표현의 자유(검열금지원칙) 포괄위임금지원칙, 과잉금지원칙, 평등원칙                                      |
| 12년 법전협 2회 | 절차상 하자의 위법성 및 그 정도 사정판결 허가와 특허 기속행위와 재량행위 거부처분 취소판결의 기속력의 범위 제3자의 원고적격 소송참가 강학상 인가 기본행위와 인가의 관계 취소소송 정보공개법상 비공개대상정보 | 법령헌법소원, 위헌심사형 헌법소원 알 권리, 평등권, 정보공개청구권 과잉금지원칙, 명확성원칙, 평등원칙, 과잉금지원칙                               |
| 12년 법전협 3회 | 산업입지 지정승인고시에 대한 행정소송 토지보상법상 이의신청 행정소송 부작위에 대한 행정소송 취소소송 불확정개념과 판단여지(재량)                                                                             | 권리구제형 헌법소원 종교의 자유, 평등권 기본권 경합, 과잉금지원칙, 공용수용의 주체, 법률유보원칙, 과잉금지원칙, 평등원칙(자기구속)               |
| 13년 변호사시험 | 신주인수권의 문제 | |
| 13년 법전협 1회 | 합병 | |
| 13년 법전협 2회 | 영업양도, 반대주주의 주식매수청구권, 사해설립, 법인격부인론, 이사의 손해배상책임, 이중대표소송 | |
| 13년 법전협 3회 | 42 | 43 |

## 일본
최근 로스쿨 도입으로 신사법시험이 실시되고 있다.
일본에서는 우리나라와 달리 신사법시험을 볼 수 있는 방법이 두가지가 있다. 하나는 우리나라처럼 법률대학원(일본로스쿨의 명칭)을 졸업하는 것이고, 다른 하나는 예비시험에 합격하는 것이다.

## 영국
2021년부터 사무변호사자격시험(Solicitors Qualifying Examination)이 실시될 예정이다.

## 미국
각 주별로 법조인자격여부를 관장하며 변호사시험도 개별 주별로 실시한다. 대부분의 주는 미국변호사협회에서 승인한 법과대학원에서의 통상 3년의 교육과정을 마치고 J.D.를 취득한 자에게 응시자격을 준다. 하지만 해외에서 법학을 수료하였거나 판사로 근무한 경력이 있는 경우, 예외적으로 응시기회를 주는 경우도 있다. 대표적인 주가 캘리포니아와 뉴욕이다. 합격률 면에서는 미국 전체를 보았을 때 평균적으로 변호사자격시험에 응시한 총 인원 중 약 60-65% 정도가 최종 합격하는 것이 보통이다. 특히 캘바 시험은 모든 주의 바시험 중에서 가장 어려운 시험 중 하나로 꼽히고 있으며, 한국 회계사 시험처럼 부분 합격이 인정되는 주(D.C.)도 있고, 합격 점수가 꽤 낮은 주도 있으며, 시험을 하루만 보는 주도 있다. 미국 캘리포니아주 시험은 별도 법학석사 과정 등 거치지 않고 응시 가능… 학비 부담 없어서 한국 변호사들 사이에서 인기이다.

### 시험 형태
미국은 연방국가로 각 주마다 고유의 사법체계를 가지고 있으며 변호사자격 역시 각 주정부의 소관이다. 일반적으로 민간단체인 미국변호사협회의 인가를 받은 법학전문대학원 졸업자를 대상으로 3-4일에 걸쳐 주관식과 객관식이 혼합된 형태의 변호사시험을 연간 수차례 실시한다. 다수의 주는 전미공통의 객관식시험인 Multistate Bar Exam과 주관식인 Multistate Essay Exam, 그리고 실무능력을 평가하는 Multistate Performance Test등으로 채택하고 있으며 주 고유의 법률을 묻는 시험과 혼합하여 출제한다.

### 캘리포니아 주의 예
1. 18세 이상일 것.
2. 법조인에게 요구되는 윤리성을 갖추고 있을 것.
3. (i) 법과대학원 이전에 학사학위를 취득하였거나 또는 (ii) 4년제 학부에서의 학사학위 취득에 필요한 학점 중 반 이상을 2년 이상의 기간 동안 대학 이상의 고등교육기관에서 취득하였어야 하며, 또는 (iii) 별도의 시험 등을 통하여 이에 준하는 학력을 소지하였음을 증명할 것.
4. 법과대학생으로서 법학을 공부하기 시작한 후 90일 이내에 캘리포니아주 변호사협회 내에 설치되어 있는 상설기구인 변호사자격시험관리위원회에 등록을 하여야 한다.
5. (i) 시험관리위원회 또는 미국변호사협회의 승인을 받은 3년제 법과대학원을 수료하였거나(part-time으로 학교를 다닐 수 있는 법과대학원인 경우 4년제인 경우도 있음), (ii) 법학 학위를 수여하고 학점 취득을 위해 학생이 1년에 최소 270시간 이상 수업에 실제 출석해야 하는 대학에서 최소 4년 이상 법을 공부하였거나(학부에서 법학을 공부하고 영미법계가 아닌 외국에서 법학사학위를 취득한 자는 그러한 법학교육과 관련경험 이외 제반 자격이 캘리포니아주 변호사자격시험에 응시하기에 충분함을 시험관리위원회에 증명하여야 한다), (iii) 캘리포니아주 소재 변호사사무실에서 캘리포니아주 변호사자격을 소지한 자의 감독 하에 최소 5년 이상 법조실무경험을 쌓으며 최소 4년 이상 법학을 공부하였거나, (iv) 캘리포니아주 법원에서 판사의 감독 하에 최소 4년 이상 법학을 공부하였거나, (v) 법학 학위를 수여할 수 있도록 캘리포니아주의 인가를 받은 매년 864시간 이상의 학업량을 요구하는 통신제 법학원의 학업지도에 따라 4년간 법학을 공부하였거나, (vi) 위 (ii)-(v)의 방식 중 복수의 방식을 혼합하여 법학을 공부한 자.
6. 시험관리위원회 또는 미국변호사협회의 승인을 취득하지 못한 법과대학원에서 법을 수학하는 자는 재학기간 1년이 지난 후 소정의 법학학력평가시험(예비시험)에 응시하여 3회 이내에 이에 합격하여야 한다. 이러한 1년차 법학학력평가시험은 1년에 2회(6월과 10월) 각 1일간 행해진다.
7. 시험관리위원회에서 요구하는 바의 법조윤리 과목 시험에서 요구되는 최소점수 이상을 취득하였을 것.
8. 시험관리위원회에서 주관․실시하는 변호사시험에 합격하였을 것.

##### 예비시험(법학학력평가시험)
캘리포니아 주는 드물게 비인가 로스쿨 재학생을 대상으로 예비시험을 실시하고 있다. 법과대학생1학년시험(First Year Law Student Exam 혹은 속칭 Baby Bar)으로 불리며 100문제의 4지선다형 객관식문제와 4문제의 논술형 문제가 주어진다. 계약법, 불법행위법, 형법 과목만 테스트하며 객관식은 200문항에 3시간, 논술형은 1문제당 1시간씩 4시간이 주어진다.

##### 논술시험
- 계약법(60분)

5.14. 목요일, 甲는 乙로부터 다음과 같은 내용의 편지를 받았다.
“甲 귀하, 저는 당신이 이번 6월부터 8월까지 제가 동일한 조건으로 쓰실 수 있도록 하겠습니다. 일주일 내에 답을 주시기 바랍니다. 甲는 乙의 편지에는 5.11.의 우편 소인이 찍혀있음을 인지하였다.

5월초에 甲는 A 소유의 영평리조트에 문의를 한 바 있다. 이때 A가 자리를 비워 대신 영평리조트에 일하는 관리인인 B가 甲에게 A가 소요하는 두 개의 산장, A와 B를 보여주며 이들을 한시즌 등안 임차하는 비용은 각각 A건물 6,000만원에, B건물 3,000만원이라고 하였다.

5.15. 甲는 A로부터 편지를 받았는데 그 내용은 다음과 같았다. “ 이 편지는 B가 말한 내용을 확인시켜 드리려는 것입니다. 당신은 6월부터 8월까지 A는 6,000만원에 B는 3,000만원에 쓰실수 있으며 이것은 모든 서비스 비용이 포함된 것입니다. 또한 당신은 차임을 매달 할부로 지급하실 수도 있습니다.”

5월 17일, 甲는 A에게 다음과 같은 편지를 썼다. “당신이 제시한 가격은 좀 높은 것 같습니다.를 에 해 주실수는 없는지요? 이것이 불가능하다면 저는 그냥에서를 내고 머무르겠습니다. 그런데 저는 제가을 선불로 지급하였고 당신에 제게 기타의 특권을 주실수 있기를 바랍니다.”

5.17. 甲는 乙이 乙 산장을 J에게 매도하였고 J가 바로 乙 산장의 점유를 취득하였음을 알게 되었다.

5.18. A는 甲의 편지를 받고 즉각 甲에게 전보를 보내 “가격은 내릴수 없으니 나의 16일 편지를 보십시오.”라고 하였다. 甲는 이 전보를 같은 날인 5.18. 받았다. 그리고 같은 날, 甲는 A의 5.16.일자 편지도 받았는데 그 편지에는 “우리의 거래는 끝났습니다”라고 적혀 있었다. 이에 甲는 즉각 乙에게 편지를 보내 “5월 11자 편지에서 말한 乙 산장을 택하도록 하겠습니다”라고 하였다.

甲 乙 甲 A간에 보통 편지가 도달하는 기간은 하루이며 사기방지법상의 모든 요건은 충족되었다고 가정한다.

甲가 乙와 A에 대하여 어떤 권리를 지니는지 논하시오.

- 형법

13세인 甲과 16세인 乙은 여느 때와 다름없는 긴 여름 오후가 지루해서, 그들의 가장 좋아하는 놀이인 이웃의 차고와 공구보관 창고 뒤지기를 시작했다. 지금까지 그들은 거기 놓여있는 공구들을 때로는 단지 사용하기만 하고, 가끔은 가지고 나오기도 했다. 乙의 6살짜리 동생인 C 처음으로 같이 어울렸다.

소년들은 닫혀있긴 하지만 자물쇠가 채워져있지 않은 차고 문을 통해서 A집의 후미에 붙어있는 차고로 들어갔다. 甲과 乙은 공구 상자를 샅샅이 뒤져서 테이블에서 나무를 자르는 연습을 하였다. C은 혼자 차고의 모서리 선박근처에 있다가 A가 부주의로 거기에 둔 금시계를 보았다. C은 시계를 주워서 그의 호주머니에 넣고, 아무말없이 집으로 왔다.

약 한시간 후에 甲과 乙역시 차고에서 나왔고 이전에 甲의 마음에 들었던 스쿠류드라이버를 가지려는 정해진 목적을 위해 B의 공구창고로 다시 향했다. B의 창고는 그 집에서 약 50야드 떨어져 있다. 비록 그 문은 항상 잠겨있지만, 소년들은 문을 여는데 결코 어려움을 느끼지 않았으며, 이번 사건에서도 그들은 다시 자물쇠를 부쉈다. 乙이 열린 문을 밀고 창고 안으로 발걸음을 옮기자, 그는 머리에 총을 맞고, 치명적인 부상을 당했다.

전날 저녁에 B는 창고에 장전된 총을 설치하고, 문이 밀려 열리면 총이 발사되도록 연결하고 문쪽으로 조준시켰다. B는 경찰에게 자신의 재산을 도둑들로부터 보호하기 위해 총을 설치했고 어느 누구도 죽일 의도는 없었고 단지 도둑들을 겁주어 쫓아 버리려는 의도였다고 말했다. 스프링 총을 사용하는 것을 금지하는 법률은 없다.

(1) 甲과 C은 A의 차고에 주거침입(burglary)한 죄와 A의 시계 절도죄로 기소되었다.

(2) 甲은 B의 공구 창고에 주거침입한 혐의로 기소되었다.

(3) B는 乙에 대한 살인죄로 기소되었다.

각각의 기소에 대한 결과는 어떠한가?

- 회사법 (2002년2월 제3문)

A 사는 상장주식회사로 쇼핑몰을 운영하고 있었다. 불경기로 인해 운용 몰의 공실률이 높아졌다. 또한 비용상승에도 불구하고 주변 지역 빈방으로 인해 임대료를 올리는 것도 어려운 현실이였다. 

2001년6월 빅사의 회장이자 단독대주주인 샐리가 A사의 회장인 폴을 찾아가 현금인수합병을 제의하였다. 빅사가 A사의 모든 주식을 현금으로 매입하여 A를 빅사에 합병하는 것이엿ㅆ다. 샐리는 A사의 주식을 주당 100불로 이입하는 것을 제안하였다. 현재 그 주식은 50불에 거래되고 있었고 예전에 60불 이상 거래된 적이 없었다. 

A의 미래가 걱정된 P는 인수합병을 시도하기로 하였다. 2001년7월 그 제안을 누구와 상의하기 전에, 폴은 자신의 브로커에 언락하여 A사 주식 5000주를 50불에 구입하였다. 폴은 그다음 제안된 인수합병제안을 A의 이사회에 건의하였고 승인을 종용하였다. 이사회는 현재시장가격과 제안가격을 비교하고 기업가치연구를 용역하지 않고 주주총회 승인결의에 표결하였다. 프리미엄의 규ㅁ가 커서 직접적인 이익을 볼 수 있다는 점 때문에 주주는 압도적으로 승인하였다. 주주총희의 승인을 바탕으로 이사회는 만장일치로 인수합병을 승인하였고 모든 주주는 현금을 받았다.

2001년 12월 인수합병이 끝나기 전에 빅사는 A사의 몰을 대부분 패점하고 점포를 경공업 용도로 사용할 디벌로퍼에게 상당한 이윤을 남기고 팔았다.

1. 폴은 연방증권법을 위반하였는가? 논하시오.

2. 폴은 A사나 주주들에게 의무를 위반한 점이 있는가? 논하시오.

3. 이사회는 A나 주주들에게 의무를 위반하였는지 논하시오. 

### 전미사법시험 Multistate Bar Exam (MBE)
계약법, 형사법, 불법행위법, 증거법, 헌법, 재산법 등 6개 과목에 대한 지식을 200개의 4지선다형 객관식 문제로 시험한다. 객관식 연방법 시험(MBE)에서도 개별법 영역에서 가장 기본적인 법구조를 이해하고 있는지 그리고 가장 기초적인 실정법 내용을 알고 있는지를 확인하고자하는 의도가 문제의 내용에 반영되어 그 출제범위가 명확히 사전에 공개되며 핵심적 내용을 확인하는 선에서 문제가 출제된다. 따라서, 법과대학원(law school)학생으로서는 물론 재학 중 기본적인 법 과목들을 수강하는 것이 보통이고 대체로 이러한 과목들은 필수과목으로 지정되어 있지만, 기본적인 내용을 이해하는데 더하여 학교수업 이외에 시험에 대비한 공부를 재학 중 수업과 병행하여 하여야 할 부담을 느끼지 않는다. 이는 법과대학원 재학 중 학교수업의 내실화, 수강과목의 다양화에 크게 기여한다고 하겠다.

### Multistate Performance Test (MPT)
선판례와 법조문, 기타 법률문서를 가상의 사실관계 관련사항과 함께 소책자 형식으로 부여한 후 가상의 법률문제를 위의 자료를 사용하여 해결하되 결론을 문제에서 요구하는 방식의 법률문서 형태로 작성하게 하는
논술형 시험이다.

### 법조윤리시험
미국 내절대다수의 주에서 법조윤리 과목 필기시험 각 주에서 요구하는 일정 점수 이상을 받아야 한다. 이러한 공통의 법조윤리시험은 50문항으로 구성된 객관식 시험(시험시간 2시간 5분 배당)으로서 매년 3월, 8월, 11월에 실시된다. 법조윤리 분야의 전문가 6인으로 구성된 출제위원회가 출제하는데, 그 내용은 미국변호사협회(ABA)의 법조윤리규정과 법관윤리규정이 주축이 되고, 필요한도 내에서 연방민사소송법․규칙과 연방증거법의 관련 내용이 포함된다.

### 시험준비
바브리, PMBR, Barpassers와 같은 사설 학원에 등록하여 준비한다.

### 한국과 미국 변호사시험 비교
미국에서 가장 긴 캘리포니아주 변호사시험과 비교를 하면 한국 변호사시험은 4일에 걸쳐서 보는 반면 미국은 3일에 걸쳐서 본다. 미국은 과목의 구분없이 무작위 순서로 되어 있으며 과목별 최소기준이 없다.

##### 선택형
민사법
- 동일과목: 계약법, 불법행위법, 재산법
- 한국고유과목: 가족법, 유산상속법, 회사법, 보험법

형사법
- 동일과목: 형법, 형사소송법, 증거법

공법
- 동일과목: 헌법
- 한국고유과목: 행정법

##### 논술 기록형
선판례와 법조문, 기타 법률문서를 가상의 사실관계 관련사항과 함께 소책자 형식으로 부여한 후 가상의 법률문제를 위의 자료를 사용하여 해결하되 결론을 문제에서 요구하는 방식의 법률문서(예: 법률의견서, 배심원 설시사항 또는 최후변론문 등)형태로 작성하게 하는 기록형 시험이다.
100% 사례문제이고 객관식도 전부 사례형식이다. 판례OX문제는 없다.
쟁점을 잡는 것이 매우 중요하다.
사례형식 문제가 적고 대부분 판례의 태도로 옳은 것을 묻는다.
이론이 중요하고 판례문구의 정확한 암기가 상대적으로 중요하다.
응시자격이 로스쿨 졸업자로 한정되지 않는다. (주마다 다름)
사례문제의 예시답안을 공개한다. 객관식 문제는 공개하지 않고 답도 없다.
예시답안이 없다.
시험을 노트북컴퓨터로 작성한다. 시험을 수기로 작성한다.
과목의 구분이 없고 전과목이 셖어서 나온다.
민사법, 공법, 형사법, 선택과목, 법조윤리로 구분되어 나온다.
사례문제가 여러 과목 복합문제가 종종 출제된다.
법전이 없다. 법전을 활용하다.

## 캘리포니아 주와 뉴욕주 변호사시험 비교
| 캘리포니아 | 뉴욕 |  |
| --- | --- |  |
| 3일 시험 (오전 3시간, 오후 3시간) | 2일 시험 (오전 3시간 15분, 오후 3시간) |  |
| - 화요일: 오전 논술사례형 3문제, 오후 논술기록형 1문제 - 수요일: 오전 전미사법시험 100문제, 전미사법시험 오후 100문제 - 목요일: 오전 논술사례형 3문제, 오후 논술기록형 1문제 | - 화요일: 오전 논술사례형 3문제와 뉴욕주선택형 50문제, 오후 논술사례형 2문제와 논술기록형 1문제 - 수요일: 전미사법시험 100문제, 전미사법시험 오후 100문제 |  |
| 논술사례형 6문제가 각각 논점을 스스로 찾아서 정리해야 하는 완벽한 답안을 요구                                                                                                | 논술사례형 5문제 안에 개별 논점에 관한 질문이 있어 실제로 15-20 문제임                                                                                    |  |
| 증거법, 민사소송법, 회사법, 유언신탁법, 법조윤리를 제외하고는 주 특별법이 없음                                                                                               | 뉴욕 특별법이 많음 |  |
| 논술사례형 합격 평균 점수: 과목당 100점 기준 70점 이상 | 논술사례형 합격 평균 점수: 과목당 10점 기준 4점 이상 |  |

논술기록형(MPT)의 경우에도 뉴욕에서는 한 문제가 출제되며 1시간 30분 동안 작성해야 하는 적은 분량이며 총점에서 10% 비중을 차지하는 반면, 캘리포니아에서는 두 문제를 각각 3시간 분량의 답안으로 작성해야 하며 합격 성적에서도 26% 가량을 차지하므로 절대 무시할 수 없는 부분이다.

## 합격결정
캘리포니아주의 경우 필기시험 과목은 연방법 객관식, 캘리포니아주 서술형 주관식, 기록형 등 3개 분야(법조윤리시험은 별도)이다. 총점 2,000점 중 1,440점 이상 취득자를 합격자로 결정한다.(절대점수 기준)

## 같이 보기
- 대한민국의 법학전문대학원
- 미국사법시험
- 변호사시험법
- 사법시험
- 법학적성시험
- 졸업시험

## 참고 문헌
- 李瑀渶, 미국의 변호사자격시험 서울대학교 法學 제45권 제4호: 248∼277